# 大森ゆかり
大森 ゆかり（おおもり ゆかり、芸名：大森友伽里、1961年（昭和36年）12月21日 - ）は、日本の元プロレスラー、元タレント。第74代WWWA世界タッグ王者、第76代WWWA世界タッグ王者、第33代WWWA世界シングル王者。ニックネームはナツコ、女力道山。北海道札幌市出身。

## 経歴
1961年（昭和36年）12月21日、北海道札幌市に生まれる。格闘技好きの父の勧めで幼少期から柔道やわんぱく相撲に出場していた。
1980年（昭和55年）、鏡山親方を後見人として、全日本女子プロレスへ入門。同期にはクレーン・ユウ、ダンプ松本、長与千種、ライオネス飛鳥らがいる。同年入門者はのちにトップ選手へ成長し、「昭和55年組」と呼ばれるようになった。ダンプ松本によると、長与と大森は正規のオーディションを受けないコネ入団だったという。同年の新人王決定トーナメントにて準優勝。このころ放送されていた資生堂のCM「ナツコの夏」に出演する小野みゆきに似ていたため、ジャガー横田が“ナツコ” と呼んだことを機にこれがニックネームとなった。後輩のブル中野は「ずば抜けて顔めちゃくちゃ綺麗だった」と証言している。
1981年（昭和56年）、ライオネス飛鳥とタッグを組むつもりで写真撮影まで済ませ、メキシコ遠征の予定もあったが、ミミ萩原の相方に抜擢され第74代WWWA世界タッグ王者となる。
1983年（昭和58年）、ミミ萩原の引退に伴い、ジャンボ堀と“ダイナマイト・ギャルズ”を結成、第76代WWWA世界タッグ王者となる。ほどなくして、相方の堀が引退したためシングルでの活動となる。膝を痛め低迷期に入るが、手術を経て完治。その後「どうにかしなくては」とファイトスタイルとコスチュームを変更し、山崎照朝から手刀打ちの教示を受ける。体得後の必殺技“架裟斬りチョップ”は大森の代名詞となり、“女力道山”の異名で呼ばれた。
1986年（昭和61年）、デビル雅美を破り、第33代WWWA世界シングル王者となる。同年、宇野久子とのタッグで「タッグリーグ・ザ・ベスト」準優勝。かつての宇野は大森の付き人である。
1988年（昭和63年）2月28日、ライオネス飛鳥とのエキシビションマッチを最後に現役引退。その後はジャパン女子プロレスのコーチやテレビ中継の解説と並行し、タレント活動を行う。また、同期のなかで連絡を取り合い現在も親交のある親友・ダンプ松本とのユニット「桃色豚隊（ピンクトントン）」にてデュエットシングル「赤いウィンナー逃げた」をリリースした。
1998年8月14日、OGマッチ「メモリアル・オールスター戦〜あの時、君は強かった!!」（川崎市体育館）にダンプ松本・ジャンボ堀と共に発起人として参加。
2005年8月26日、LLPWの「立野記代25周年記念バトルロイヤル」（後楽園ホール）にOGとして参加。ジャンボ堀との合体攻撃空手チョップを披露した。
2008年8月16日、ダンプ松本自主興行「極悪血祭り」にて一夜限りの現役復帰。「ダイナマイト・ギャルズ」も復活し、同じく限定復活していたJBエンジェルスと対戦した。
2014年7月4日放送のTBS『爆報! THE フライデー』にて、結婚後は夫の故郷である静岡県三島市へ転居。以後は市内の精米工場にてパート勤務しながら子育てをしていると紹介された。
総合ニュースサイト『ENCOUNT』2024年12月24日更新記事にて、函南町にある食品加工工場でフルタイム勤務して家計を支えていると報道された。

## 得意技
- 雪崩式バックフリップ
- ドリル・ア・ホール・パイルドライバー
- ラリアット
- ベンジュラムバックブリーカー
- 水平投げ
- 袈裟斬りチョップ

## タイトル歴
- WWWA世界シングル王座
- WWWA世界タッグ王座[1]

## 書籍
- なんたって乙女の底力（1988年4月、スコラ） - ダンプ松本との共著
- もずくでみるみるヤセる！大森友伽里の本気でダイエット（1990年4月、スコラ）[1]

## 出演

### テレビ
- 月曜ドラマランド のんき君 第1話（1983年、フジテレビ）
- 水曜グランドロマン 懲りない女たち 2（1989年、日本テレビ）
- 釣り・ロマンを求めて（テレビ東京）引退後約5年間レギュラーを務める。
- 一枚の写真（フジテレビ）
- オールスター感謝祭（TBS）
- パオパオチャンネル（テレビ朝日）
- ダウンタウンのごっつええ感じ（フジテレビ）

### 映画
- 丹波哲郎の大霊界2 死んだらおどろいた!!（1990年（平成2年））[1]

## 参考資料
- 日外アソシエーツ株式会社 編『新訂 現代女性人名録』日外アソシエーツ株式会社、2001年7月25日、1131頁。ISBN 4816916814。